# Xosé María Álvarez Cáccamo
Xosé María Álvarez Cáccamo, también conocido como Pepe Cáccamo (Vigo, 6 de julio de 1950) es un escritor y crítico literario español.

## Trayectoria
Hijo de Xosé María Álvarez Blázquez y hermano de Alfonso, Celso y Berta Álvarez Cáccamo, Xosé María Álvarez Cáccamo estudió Filología Románica en la Universidad de Santiago de Compostela. Desde 1973 es profesor de enseñanza secundaria. Reside en Santa Cristina de Cobres, Vilaboa.
Además de poesía, tiene publicados algunos 
```
breves, teatro y 
literatura infantil
. Su obra se tradujo al 
catalán
, 
castellano
, 
Euskera
 e 
italiano
. Obtuvo los premios 
Esquío
, 
González Garcés
 y Arume y los Premios de la Crítica de Galicia y 
de España
.
```

Hizo parte del consejo editorial de las colecciones de Poesía "Mogor" (1976-1980) y "Pero Meogo" (1980) y de los consejos de redacción de los suplementos Galicia Literaria de Diario 16 de Galicia (1990-1992) y Faro de las Letras de Faro de Vigo (1993-1996). Entre los años 1984 y 2002 formó parte del equipo directivo de la Asociación de Escritores en Lengua Gallega, de la que fue presidente interino tras la dimisión de Carlos Mella (2001) y la elección de Bernardino Graña (2002), fue coordinador de sus revistas Nó y Contemporánea. Fue miembro fundador del "Foro da Cultura" y de "Esculca Observatorio para a defensa dos direitos e as liberdades". Formó parte entre 2003 y 2010 del consejo de redacción de la revista Grial. Actualmente forma parte del colectivo Burla Negra.

## Obra en gallego

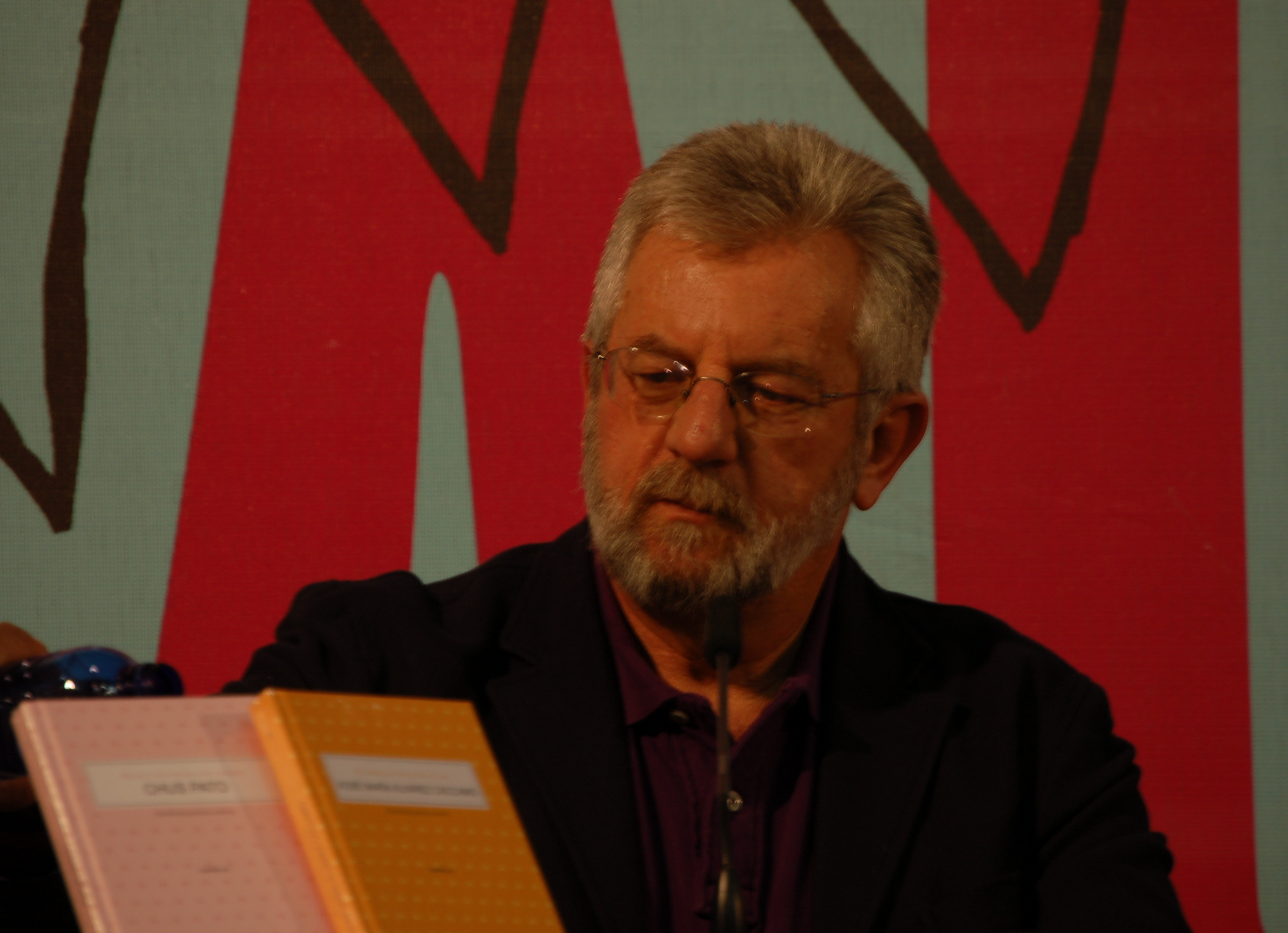
Culturgal 2010.

### Poesía
- Praia das furnas, 1983, Xerais.
- Arquitecturas de cinza, 1985, Caixa Ourense.
- Os documentos da sombra, 1986, Sotelo Blanco.
- Luminoso lugar de abatimento, 1987, Sociedade de Cultura Valle-Inclán.
- Cimo das idades tristes, 1988, Sotelo Blanco.
- Fragmentos de mar, 1989, edición del autor.
- Acordar contigo en alba, 1991, Ángel Caffarena.
- Prego de cargos, 1991, edición del autor.
- O lume branco, 1991, Espiral Maior. Traducida al catalán[1] e ao francés.[2]
- De mañá que medo, 1993, Laiovento.
- Colección de espellos, 1994, Espiral Maior.
- Calendario perpetuo, 1997, Espiral Maior.
- A escrita das aves de marzo, 1997, Edições Tema.
- Os cadernos da ira, 1999, Espiral Maior.
- Vocabulario das orixes, 2000, Diputación Provincial de La Coruña.
- Depósito natural (1995-2001), 2002, Diputación Provincial de Pontevedra.
- Ancoradoiro. Obra poética (1983-2003), 2003, Espiral Maior.
- Maré do pobo a arder, 2003, edición del autor.
- Habitación del mar. Antología, 1983-2003, 2004, Editorial Olifante (edición bilingüe gallego-castellano).
- Vilar dos fillos, 2004, Difusora de Artes e Ideas.
- Manuscritos do ar, 2007, Bourel.
- Vento de sal, 2008, Editorial Galaxia.
- Cántico dos topónimos esdrúxulos,[2010, Espiral Maior.
- De sombras e poemas que son casas, 2010 (Antoloxía poética sonora), Edicións do Cumio.
- A boca da galerna. Luz da materia contra o invento de Deus, 2012, Espiral Maior (edición bilingüe gallego-castellano).
- Tempo de cristal e sombras, 2014, Espiral Maior.

### Narrativa
- Microtopofanías, 1992, Laiovento.
- A luz dos desnortados, 1996, Espiral Maior. Traducida al catalán.[3]
- Ninguén de ningures, 2005, edición no venal.
- As últimas galerías, 2015, Galaxia.

### Literatura infantil y juvenil
- Pedro e as nubes, 1996, O Barco de Vapor.
- Ganapán das palabras, 1998, Kalandraka. Traducida al castellano.[4]
- Dinosaurio Belisario, 2001, Kalandraka. Foi traducida ao castelán,[5] ao catalán,[6] ao éuscaro[7] e ao portugués.[8]
- Lúa de pan, 2002, Ediciós do Castro.
- O segredo do pan, 2005, Obradoiro.
- Un home impuntual, 2010, Galaxia.
- Ganapán das palabras, 2016, Kalandraka.
- Sopa de estrelas, 2016, Urco.

### Teatro
- Monstro do meu labirinto, 1987, Cadernos da Escola Dramática Galega.
- Casa dormida, 1988, Cadernos da Escola Dramática Galega.

### Ensayo
- Galego cero, 1979, Editorial Castrelos.
- Antón Avilés de Taramancos, 2002, Galaxia.
- Vida de Antón Avilés de Taramancos, 2003, Galaxia.
- Memoria de poeta, 2006, Galaxia.
- Tempo do pai, 2008, Galaxia.
- Espazos do poema. Poética, lectura crítica e análise textual, 2009, Espiral Maior.
- A voz quebrada. Da memoria histórica e do terror fascista, 2014, Instituto de Estudos Miñoranos.
- As artes na vida de Ánxel Huete, 2017, Laiovento.

### Obras colectivas

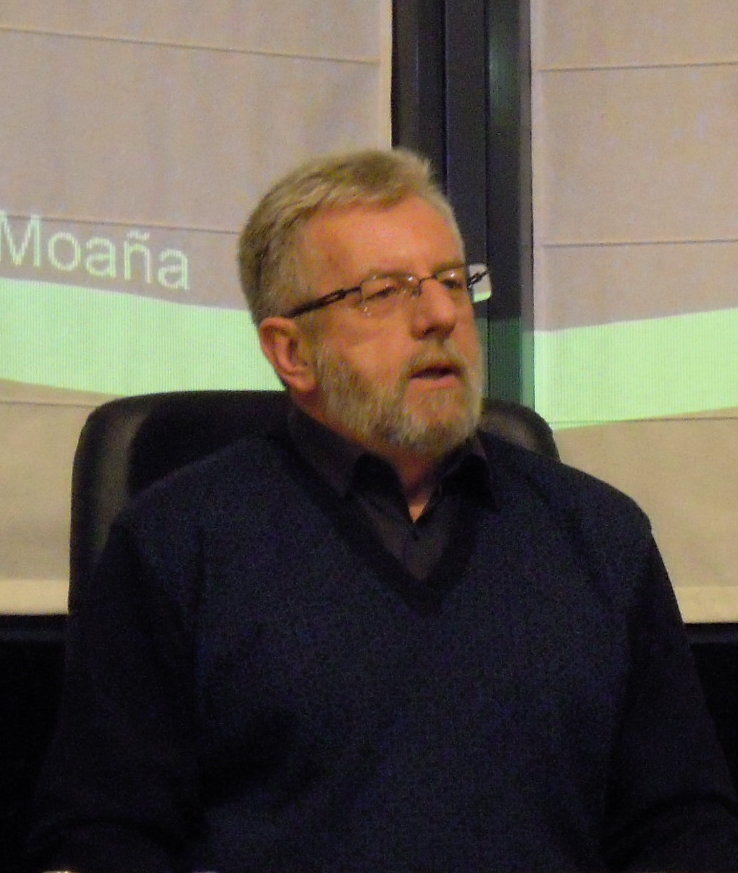
Álvarez Cáccamo en Moaña.

- Escolma de poesía galega (1976-1984), 1984, Sotelo Blanco.
- Desde a palabra, doce voces, 1986, Sotelo Blanco.
- Monólogos, 1987, Sotelo Blanco, teatro.
- Sis poetes gallecs, 1990, Editorial Columna. Edición bilingüe gallego-catalán.
- Literatura galega século XX, 1992, Galaxia.
- Magritte x 3, 1993, Laiovento.
- Los caminos de la voz: seis poetas gallegos de hoy, 1995, Diputación de Granada. Edición bilingüe galego-castelán, a cargo de Luciano Rodríguez Gómez.
- Desde mil novecentos trinta e seis: homenaxe da poesía e da plástica galega aos que loitaron pola liberdade, 1995, Edicións do Castro.
- Berra liberdade (Escritores galegos por Amnistía Internacional), 1996, Galaxia.
- Novo do trinque, 1997, BNG.
- Clásicos e modernos: tres leituras poéticas, 1999, Universidad de La Coruña.
- Antoloxía consultada da poesía galega [976-2000, 2000, Tris Tram.
- Escolma de familia, 2000, Xerais, poesía.
- Alma de beiramar, 2003, Asociación de Escritores en Lingua Galega.
- Carlos Casares: a semente aquecida da palabra, 2003, Consejo de la Cultura Gallega).
- Negra sombra. Intervención poética contra a marea negra, 2003, Espiral Maior.
- Raiceiras e vento. A obra poética de Antón Avilés de Taramancos, 2003, Laiovento.
- XVIII Festival da Poesia do Condado, 2004, S. C. D. Condado.
- Xela Arias, quedas en nós, 2004, Xerais, poesía.
- X. Espazo para un signo, 2005, Xerais.
- Cartafol poético para Alexandre Bóveda, 2006, Espiral Maior.
- Poemas pola memoria (1936-2006), 2006, Junta de Galicia.
- Poética da casa, 2006, Junta de Galicia.
- Presenza do poema, 2006, Espiral Maior.
- Bernardino Graña. Homenaxe no 75 aniversario, 2007, Xerais.
- Dix-sept poètes galiciens 1975-2000. Dezasete poetas galegos 1975-2000, 2008, Universidad de La Coruña.
- O Miño, unha corrente de memoria. Actas das xornadas sobre a represión franquista no Baixo Miño, 2008, Alén Miño, Puenteareas.
- Poemas ao pai, 2008, Espiral Maior.
- Marcos Valcárcel. O valor da xenerosidade, 2009, Difusora.
- En defensa do Poleiro. A voz dos escritores galegos en Celanova, 2010, Toxosoutos.
- Pel con pel, 2010, Galaxia.
- 15-M: O pobo indignado, 2011, Laiovento.
- XXV Festival da Poesia no Condado. Sem as mulheres nom há revoluçom, 2011, S. C. D. Condado.
- Á beira de Beiras. Homenaxe nacional, 2011, Galaxia.
- Cociñando ao pé da letra, 2011, Galaxia. Colaboración con varios autores sobre poesía y cocina.
- Preludios para Miguel Anxo Fernán-Vello, 2011, Laiovento.
- Tamén navegar, 2011, Toxosoutos.
- Urbano. Homenaxe a Urbano Lugrís, 2011, A Nave das Ideas.
- Banqueiros, 2012, Laiovento.
- Cartafol de soños, homenaxe a Celso Emilio Ferreiro no seu centenario (1912-2012), 2012.
- A cidade na poesía galega do século XXI, 2012, Toxosoutos.
- Versus cianuro. Poemas contra a mina de ouro de Corcoesto, 2013, A. C. Caldeirón.
- CaRa inversa, con Baldo Ramos, 2014, Follas Novas.
- 150 Cantares para Rosalía de Castro (2015).
- De Cantares Hoxe. Os Cantares gallegos de Rosalía de Castro no século XXI, 2015, Fundación Rosalía de Castro/Radio Galega.
- 6 poemas 6. Homenaxe a Federico García Lorca, 2015, Biblos Clube de Lectores. Poesía.
- Os aforismos do riso futurista, 2016, Xerais. Aforismos.

### Ediciones
- Longa noite de pedra de Celso Emilio Ferreiro, 1985, Edicións do Castro.
- Poesía galega completa, de Xosé María Álvarez Blázquez, 1987, Xerais.
- Onde o mundo se chama Celanova, de Celso Emilio Ferreiro, 1991, Xerais.
- 50 anos de poesía galega. A Xeración do 36, 1994, Editorial Penta. Con Xosé Carlos López Bernárdez.
- Obra poética. Antoloxía. Antón Avilés de Taramancos, 1998, A Nosa Terra e AS-PG.
- O libro dos cen poemas. Antoloxía da poesía infantil galega, 2002, Espiral Maior. Con Marisa Núñez.

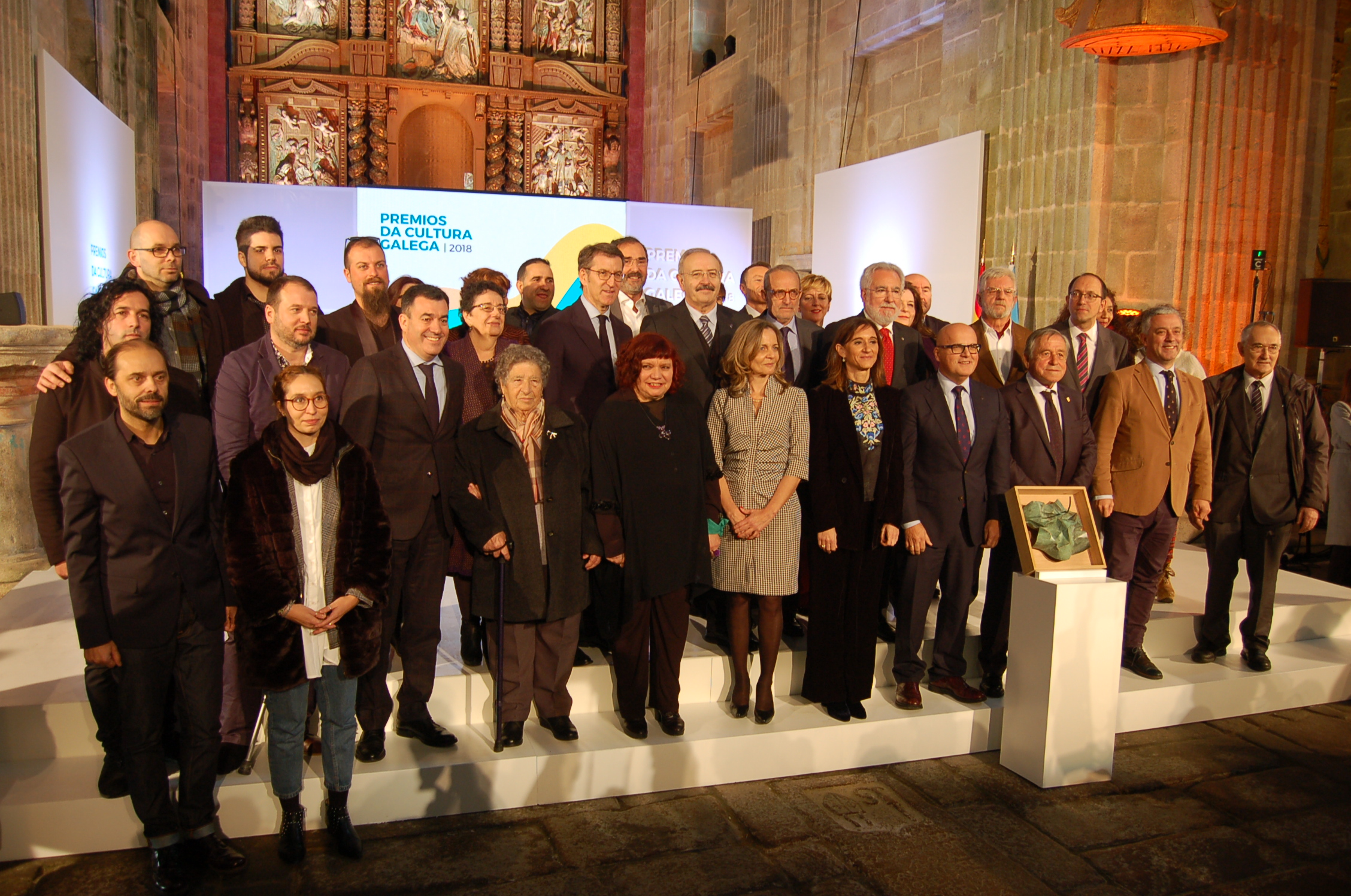
Entrega de los Premios de la Cultura Gallega 2018.

## Obra en castellano

### Poesía
- Laberinto el clavicornio, 1977, Editorial Castrelos.

## Premios
- Premio de la Crítica de España en 1986 por Os documentos da sombra.
- Premio Esquío de poesía en 1986 por Luminoso lugar de abatimento.
- Premio de la Crítica de Galicia en 1998 por A escrita das aves de marzo.
- Premio Miguel González Garcés en 1999 por Vocabulario das orixes.
- Premio O Escritor na súa Terra de la AELG en 2015.